# Демотт, Руди
Руди Демотт (фр. Rudy W.G. Demotte; род. 3 июня 1963, Ронсе, Восточная Фландрия, Бельгия) — бельгийский политик, министр-президент Валлонии (с 19 июля 2007) и Французского сообщества Бельгии (с 20 марта 2008). Член Социалистической партии Французского сообщества Бельгии.

## Биография
Родился во Фландрии в смешанной фламандско-валлонской семье; одинаково хорошо владеет нидерландским и французским языками. В 1986 году окончил Брюссельский свободный университет (франкоязычный), где изучал политологию и международные отношения. В 80-е возглавлял молодёжную организацию социалистов.
В 1994 году был избран в муниципальный совет городка Флобек в провинции Эно (с 2000 года Демотт является мэром Флобека), а в 1995 году — в Палату представителей Бельгии. В 1999—2000 некоторое время был министром экономики и науки в первом правительстве Ги Верхофстадта. 4 апреля 2000 года Демотт занял должность министра по делам бюджета, культуры и спорта Французского сообщества Бельгии. 15 июля 2003 года на этом посту его сменил Кристиан Дюпон, а Демотт вернулся в федеральное правительство, где до 2007 года был министром социального обеспечения и здравоохранения. В 2007 году социалист Элио ди Рупо ушёл с поста министра-президента Валлонии, чтобы сконцентрироваться на руководстве партией, а его место занял Демотт. С 20 марта 2008 года также стал министром-президентом Французского сообщества Бельгии. До 2009 года в коалиционное правительство Валлонии входили две партии — Социалистическая партия и Эколо, после региональных выборов летом 2009 года была сформирована новая коалиция, куда вошла также партия Гуманистический демократический центр.
Летом 2007 года Демотт не смог ясно объяснить журналистам происхождение бельгийского национального праздника 21 июля (День присяги короля), что получило огласку в СМИ.